# Ламоново (городской округ Серебряные Пруды)
Ламоново — деревня в городском округе Серебряные Пруды Московской области.

## География
Находится в южной части Московской области на расстоянии приблизительно 11 км на запад-юго-запад по прямой от окружного центра поселка Серебряные Пруды.

## История
Известна с 1597 года как пустошь. Только в 1816 году отмечалась как деревня с 36 дворами, в 1858 — 38 дворов, в 1916 — 74, в 1974 — 71. В советское время работали колхозы «Новый быт», им. Литвинова, им. Чкалова, совхоз им. К.Маркса. В период 2006—2015 годов входила в состав сельского поселения Мочильское Серебряно-Прудского района.

## Население
Постоянное население составляло 297 человек (1816 год), 462 (1858), 440 (1916), 233 (1974), 86 в 2002 году (русские 96 %), 72 в 2010.